# 29624 Суґіяма
29624 Суґіяма (29624 Sugiyama) — астероїд головного поясу, відкритий 2 жовтня 1998 року.
Тіссеранів параметр щодо Юпітера — 3,566.
Названо на честь Суґіями (яп. すぎやま(杉山) суґіяма).